# Florencia Chiribelo
María Florencia Chiribelo (Buenos Aires, 23 de febrero de 1985) es jugadora de fútbol de Argentina. Integra el plantel profesional de fútbol femenino del Club Atlético Independiente y su posición en el campo de juego es arquera. 

## Trayectoria
Integró el plantel profesional de fútbol femenino del Club Atlético River Plate y fue capitana del equipo. Anteriormente jugó en el Club Ferro Carril Oeste.
Desde febrero de 2022 es arquera del Club Atlético Independiente.